# نيكول كابل
نيكول كابل (بالإنجليزية: Nicole Cabell)‏ هي مغنية وموسيقية ومغنية أوبرا وممثلة أمريكية، ولدت في 17 أكتوبر 1977.

## وصلات خارجية
- الموقع الرسمي
- نيكول كابل على موقع ميوزك برينز (الإنجليزية)
- نيكول كابل على موقع أول ميوزيك (الإنجليزية)
- نيكول كابل على موقع ديسكوغز (الإنجليزية)